# Матвіїв Юрій Сергійович
Юрій Сергійович Матвіїв (нар. 16 квітня 2004, Тернопіль, Україна) — український футболіст, центральний захисник «Олександрії-2».

## Клубна кар'єра

### Ранні роки
Народився в Тернополі. У ДЮФЛУ з 2016 по 2020 рік виступав за львівські УФК-«Карпати». На початку вересня 2020 року перебрався до структури «Шахтаря», де спочатку грав у ДЮФЛУ, а в 2021 році виступав за «Шахтар U-19» в юнацькому чемпіонаті України. 7 грудня 2021 року потрапив вперше до заявки на поєдинок Юнацької ліги УЄФА, в якому в 6-му турі групи D «гірники» обіграли тираспольський «Шериф». Проте Юрій просидів усі 90 хвилин на лаві запасних. 
Наприкінці березня 2022 року вільним агентом перебрався до угорського МТК, де спочатку виступав за команду U-19. У футболці столичного клубу дебютував у Юнацькій лізі УЄФА, 14 вересня 2022 року в переможному (3:0) домашньому поєдинку першого раунду проти «Єлгави». Матвіїв вийшов на поле в стартовому складі та відіграв увесь матч. У сезоні 2022/23 років виходив на поле в 5-ти поєдинках Юнацької ліги УЄФА. У липні 2022 року переведений до резервної команди МТК.

### «Рух» (Львів)
Наприкінці лютого 2024 року повернувся до України, де підписав контракт з «Рухом». Вперше до заявки першої команди потрапив 25 лютого 2024 року, на нічийний (1:1) домашній поєдинок 18-го туру Прем'єр-ліги України проти житомирського «Полісся». Юрій просидів усі 90 хвилин на лаві запасних. Проте дебютувати за першу команду «Руху» Юрію Матвіїву так і не вдалося, натомість він виступав за команду U-19 у юнацькому чемпіонаті України, де виходив на поле в 2-х поєдинках. 
За резервну команду «Руху» дебютував 23 березня 2024 року в нічийному (0:0) домашньому поєдинку 20-го туру Другої ліги України проти «Тростянця». Юрій вийшов на поле в стартовому складі та відіграв усі 90 хвилин. У другій половині сезону 2023/24 років виходив на поле в 5-ти поєдинках «Руху-2» у Другій лізі України.

### «Олександрія»
5 липня 2024 року вільним агентом перейшов до «Олександрії-2», з якою підписав контракт до 30 червня 2026 року. У футболці резервної команди «городян» дебютував 8 серпня 2024 року в переможному (2:1) виїзному поєдинку 1-го туру групи Б Другої ліги України проти «Гірник-Спорту». Матвіїв вийшов на поле в стартовому складі та відіграв увесь матч.

## Кар'єра в збірній
У футболці юнацької збірної України (U-16) дебютував 15 січня 2020 року в програному (0:3) товариському поєдинку проти однолітків з Південної Кореї. Матвіїв вийшов на поле на 46-й хвилині замість Володимира Мельнічука. У січні 2020 року провів 2 поєдинки за юнацьку збірну України (U-16).